# Окулярник малий
Окулярник малий (Zosterops minor) — вид горобцеподібних птахів родини окулярникових (Zosteropidae). Ендемік Нової Гвінеї.

## Опис
Довжина птаха становить 11 см, вага 10-12 г. Верхня частина тіла зелена, груди і гузка жовті, живіт білий, дзьоб чорний, лапи сірі. Виду не притаманний статевий диморфізм.

## Підвиди
Виділяють два підвиди:
- Z. m. minor Meyer, AB, 1874 — північ Нової Гвінеї і острів Япен;
- Z. m. rothschildi Stresemann & Paludan, 1934 — Вейландські гори (захід центральної Нової Гвінеї).

Серамські і темнолобі окулярники раніше вважалися підвидами малого окулярника.

## Поширення і екологія
Малі окулярники живуть в рівнинних і гірських тропічних лісах Нової Гвінеї.